# Station Athy
Station Athy is een spoorwegstation in Athy in het Ierse  graafschap Kildare. Het station ligt aan de lijn Dublin - Waterford. Er gaan dagelijks acht treinen in beide richtingen.